# أيتوصوريات
الأيتوصوريات (الاسم العلمي:†Aetosauria) هي رتبة منقرضة من الزواحف تتبع الأركوصورات.

## التصنيف
- قطريات الحراشف
  - قطري الحراشف